# 加州灣喉盤魚
加州喉盤魚（學名：Gobiesox rhessodon），為輻鰭魚綱鱸形目喉盤魚亞目喉盤魚科的其中一種，分布於中東太平洋區，從美國加州中部至墨西哥下加利福尼亞半島海域，棲息深度可達11公尺，本魚蝌蚪形，頭寬，凹陷，頭部乳突發育不良，吻部和上唇無，下顎具短小的葉狀乳，上顎前具錐形齒，兩側各有1-3排強壯的犬齒，後部為錐形齒；下顎具2排3尖門齒，外排門齒較大，門齒兩側各有1排較大的犬齒，其中1對較大，背鰭軟條10-12枚、臀鰭軟條9-10枚，體不被鱗，覆有粘液層，頭部側線發達，身體上側線不明顯，腹鰭喉位，與周圍的皮褶特化成一吸盤，吸盤較大，前部、中部和後部均有乳突，體深褐色，帶有一些深色斑點，頭部、嘴側至深色眼睛以及兩眼之間有一條白色橫帶，胸鰭後方身體上2/3處有一寬闊的白色鞍狀紋，背鰭前部下方有一淺色鞍狀紋，背鰭後部下方有一白色鞍狀紋，尾柄上也有一淺色狀鞍紋，鰭條淺色，體長可達6.4公分，屬底棲性魚類，棲息在海藻生長的潮間帶，生活習性不明。